# Onslow Airport
Onslow Airport är en flygplats i Australien. Den ligger i kommunen Ashburton och delstaten Western Australia, omkring 1 100 kilometer norr om delstatshuvudstaden Perth.
Trakten runt Onslow Airport är nära nog obefolkad, med mindre än två invånare per kvadratkilometer.. Närmaste större samhälle är Onslow, nära Onslow Airport.
Omgivningarna runt Onslow Airport är i huvudsak ett öppet busklandskap.  Klimatförhållandena i området är arida. Genomsnittlig årsnederbörd är 281 millimeter. Den regnigaste månaden är januari, med i genomsnitt 114 mm nederbörd, och den torraste är augusti, med 1 mm nederbörd.